# 2047 Smetana
2047 Smetana este un asteroid din centura principală, descoperit pe 26 octombrie 1971 de Luboš Kohoutek.